# Alsómocsolád
Alsómocsolád (németül: Metschelad, Mutschlak, horvátul: Močilag) község Baranya vármegyében, a Hegyháti járásban.

## Fekvése
A község a Mecsek északi lankáin, Baranya és Tolna vármegye határán fekszik, közúton  Dombóvártól 17 km-re délkeletre. Zsáktelepülés, csak a Bonyhád-Kaposszekcső közti 6534-es útból Mágocs központjában dél felé kiágazó öt számjegyű bekötőúton, a 65 174-es számú mellékúton érhető el. Keleten erdős dombok határolják, nyugaton pedig messze nyúló síkság. Tengerszint feletti magassága 200-220 méter között változik. Fekvése vízrajzi szempontból igen kedvező, éghajlati szempontból mérsékelten meleg vidék, ahol az óceáni hatások vannak túlsúlyban. A nyár hűvös, a tél enyhe, a csapadék mérsékelten kevés. A körzet éghajlati viszonyai a mezőgazdasági művelésnek kedvező feltételeket biztosítanak. 
Alsómocsolád közlekedési viszonyai jónak mondhatóak. Három megyeszékhely, Pécs, Kaposvár, és Szekszárd is nagyjából egyenlő távolságra van tőle, és személygépkocsival három kisebb város, Komló, Dombóvár és Bonyhád is rövid idő alatt elérhető a faluból. Dombóvár híres gyógyfürdője, Gunarasfürdő is csak mintegy 20 kilométerre van tőle.
Vasúton is megközelíthető: az 1872-ben épített Dombóvár–Bátaszék-vasútvonal alig 2-3 kilométerre halad el mellette, s ezen Mágoccsal közös állomása van, a Mágocs-Alsómocsolád vasútállomás.

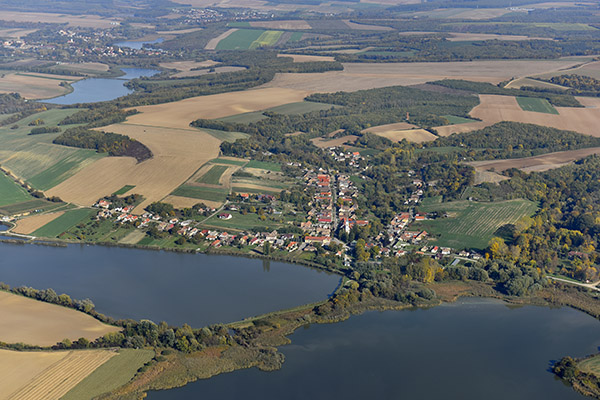
Alsómocsolád látképe madártávlatból
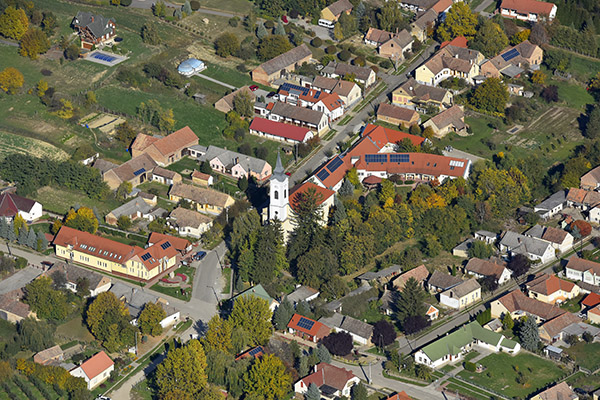
Alsómocsolád, légi fotó
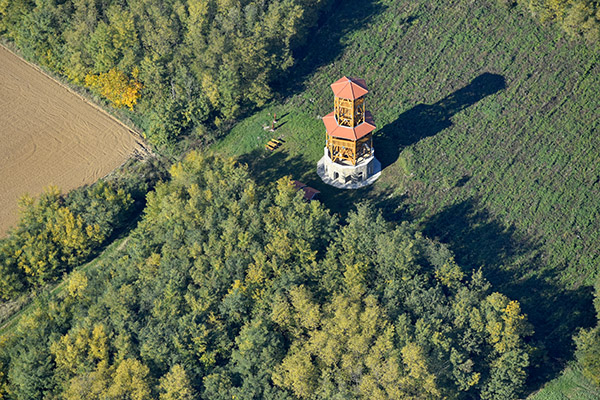
Az alsómocsoládi kilátó a levegőből
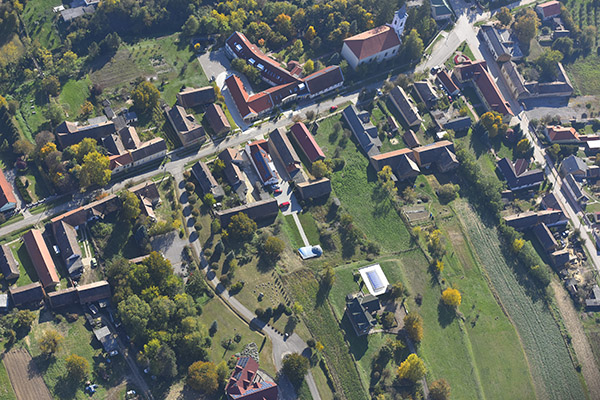
Alsómocsolád, légi felvétel

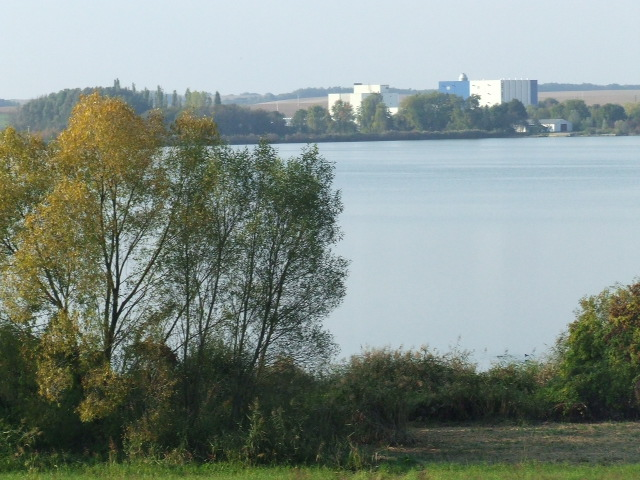
Halastó

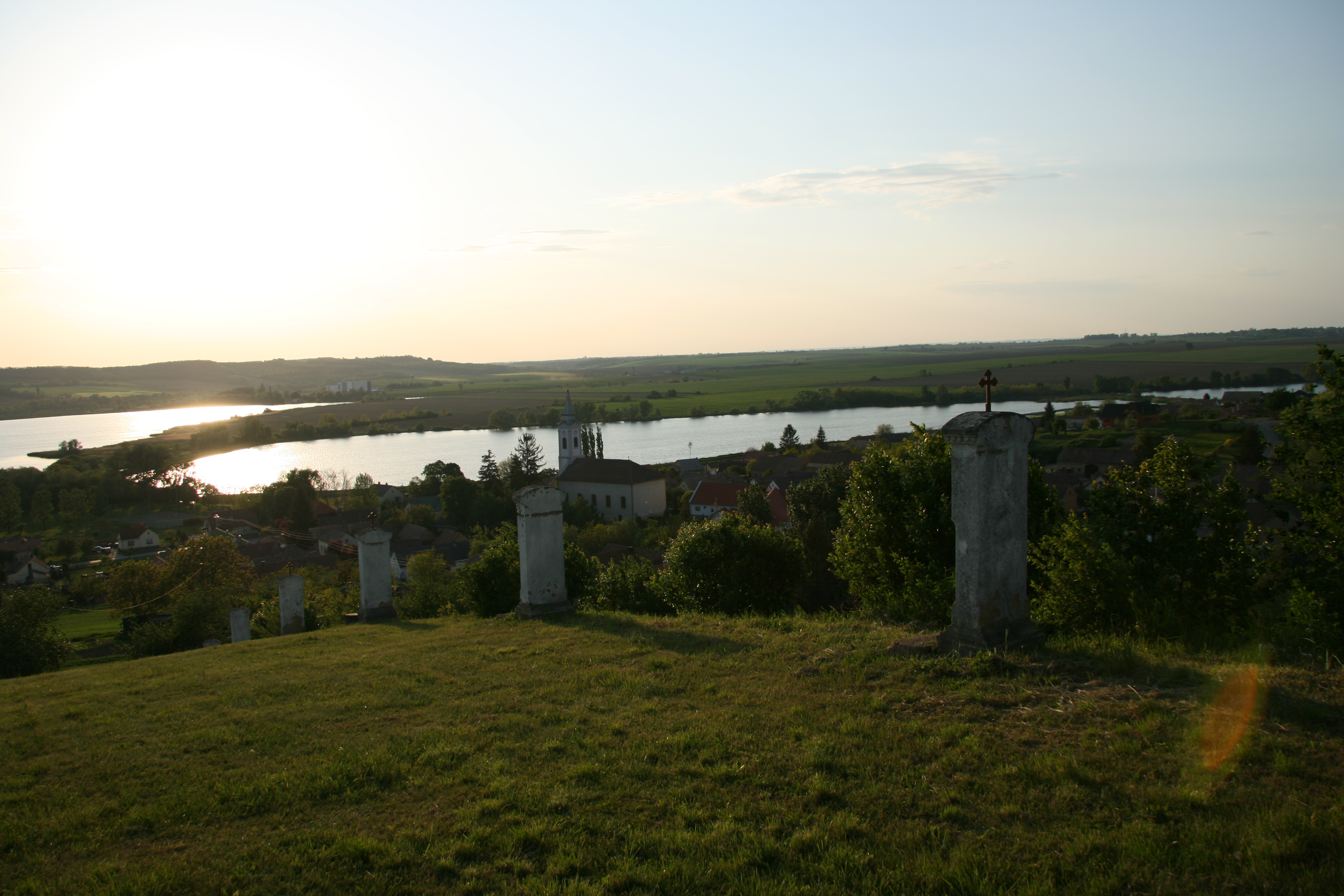
Alsómocsolád

## Nevének eredete
A település neve egy mocsár, lángocska, kenderáztató jelentésű szláv szóból ered, és valószínűleg arra utal, hogy a falut mocsaras, lápos talaj határolja.

## Története

### Az őskortól a középkorig
Alsómocsoládon találtak már bronzkori és római kori régészeti leleteket is. Az 1900. évben került elő egy komolyabb római kori lelet: egy 1296 darabból álló ezüstérem kincs.
Az első írásos emlék Mocsoládról egy 1294-ben kelt oklevélben maradt fenn, Mocholai változatban. Ekkor a település még a veszprémi apátsághoz tartozott.
A régészeti leletek és a helységnév azt mutatják, hogy a település évszázadokon át jelen volt a Baranyai Hegyháton.
I. István király vallási törekvéseinek jegyében az 1200-as évek elején felépült a szomszéd település,  Mágocs temploma, ezért aztán Alsómocsoládon az 1800-as évek közepéig nem épült templom.
A 12. században a környék a mágocsi bencés apátság tulajdonában volt, majd II. Ulászló 1510-ben Bodó Ferenc földbirtokosnak adományozott 25 falut Tolna, Somogy és Baranya vármegyék határán, köztük Alsómocsoládot is.
A török időkben feldúlták és kifosztották, de elmenekült lakói lassan visszatértek és kissé távolabb – a jelenlegi alsómocsoládi falu helyén – új falut építettek.

### Újkorban
A 17. század végén szerbek is lakták. Lakói között az évszázadok során megtalálhatók voltak a magyarok mellett vallonok, szlávok, németek, olaszok is, de az újkori történet legmeghatározóbb népcsoportjai a magyarok és a németek.
Nagy mérföldkő a falu életében az 1872-ben kiépülő Dombóvár-Bátaszék-Baja-Csikéria vasútvonal. Az ezen az építkezésen dolgozó olasz munkások (nem tudni, szándékosan vagy véletlenül) felgyújtották a falu házait, de az itt élők újjáépítették őket.
A falu életét történelme során a Perczel és a Sztankovánszky földbirtokos családok jelentősen befolyásolták.
A Perczel családnak köszönhető az 1826-tól 1836-ig épült templom, mely ma műemlék. 1836-ban szentelték fel Szent András apostol tiszteletére. Az építés költségeinek nagy részét Perczel András és Perczel Ferenc állta.

### 20-21. században
1930-ban 746 lakos magyar és 68 német nemzetiségűnek vallotta magát.
1947-ben megkezdődött a német lakosság kitelepítése. 
1970-ben 570 magyar és 43 német nemzetiségű élt a faluban. A népesség az 1960-as évektől csökken.
2019-ben ünnepelte a község fennállásának 725. évfordulóját az első okleveles említéstől számítva. Az év folyamán több rendezvényt szerveztek ennek jegyében a településen.

## Kultúra, oktatás
Alsómocsolád iskoláját 1979-ben, könyvtárát 1984-ben bezárták, azóta óvodája, iskolája nincs, a gyerekek a szomszédos Mágocsra járnak. 1997-ben teleház nyílt, később Rigac Vendégház és Konferencia Központ épült a faluban. A helyi kulturális élet színtere az Alsómocsoládi Faluház Közösségi Színtér, az Alsómocsoládi Könyvtár, az Információs- és Közösségi Hely, a helyi értékeket pedig az Alsómocsoládi Települési Értéktár fogja össze. 

## Közélete

### Polgármesterei
- 1990–1994: Dicső László (független)[5]
- 1994–1998: Dicső László (független)[6]
- 1998–2002: Dicső László (független)[7]
- 2002–2006: Dicső László (független)[8]
- 2006–2010: Dicső László (független)[9]
- 2010–2014: Dicső László (független)[10]
- 2014–2019: Dicső László (független)[11]
- 2019–2024: Dicső László (független)[12]
- 2024– : Dicső László (független)[1]

## Gazdaság
A faluban jelen van a Pick Szeged Zrt. gyáregysége, valamint a Mecsek Baromfi Kft. Az önkormányzat tulajdonában lévő Mocsolád Községfejlesztő és Szolgáltató Közhasznú Társaság 1998 decemberétől működik.

## Népesség
A település népességének alakulása:
| Lakosok száma | 300  | 301  | 283  | 273  | 281  | 283  | 269  | 257  |
|               | 2013 | 2014 | 2015 | 2019 | 2021 | 2022 | 2023 | 2024 |

A 2011-es népszámlálás során a lakosok 97,1%-a magyarnak, 2,3% cigánynak, 0,3% horvátnak, 7,1% németnek mondta magát (0,3% nem nyilatkozott; a kettős identitások miatt a végösszeg nagyobb lehet 100%-nál). A vallási megoszlás a következő volt: római katolikus 66,9%, református 2,3%, evangélikus 1,3%, felekezeten kívüli 28,3% (1,3% nem nyilatkozott).
2022-ben a lakosság 82,7%-a vallotta magát magyarnak, 3,9% cigánynak, 2,8% németnek, 0,7% románnak, 2,5% egyéb, nem hazai nemzetiségűnek (15,5% nem nyilatkozott; a kettős identitások miatt a végösszeg nagyobb lehet 100%-nál). Vallásuk szerint 56,5% volt római katolikus, 2,5% református, 0,4% evangélikus, 0,4% görög katolikus, 0,7% egyéb keresztény, 0,4% egyéb katolikus, 9,9% felekezeten kívüli (29,3% nem válaszolt).

## Nevezetességei

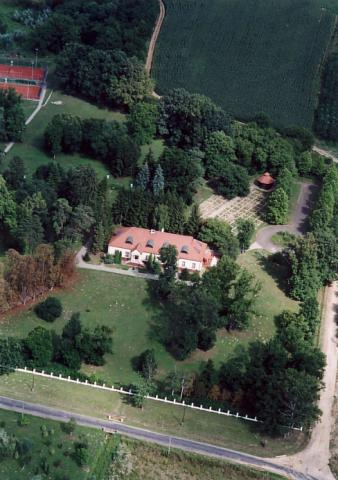

- Szent András-templom és kert – a Perczel-Sztankovánszky család építtette 1826 és 1836 között . A ma műemléki védelem alatt álló,[15] nagy és szép freskókkal díszített épületet Szent András apostol tiszteletére szentelték fel 1836-ban. 1977-ben külsőleg felújították, 1993-ban pedig restaurálták a belsejét is.
- Európa tér
- Hábi tó és Pletna
- Kilátó
- Planetárium és repülőgép-szimulátor[16]
- Millecentenáriumi emlékpark – 1996-ban hozták létre.
- Rigac: helyi pénz, Rigac-lombház, Rigac-emlékfa, Rigac-szobor (2008), Rigac-pihenő (2011)[17][18]

## Érdekesség
A település 725 éves múltját villantja fel Szélesi Sándor 2019-ben megjelent regénye, A szellemtáltos legendája című misztikus történelmi kalandtörténet. Mocsoládia I-II. mesét írta és a könyvet szerkesztette Császár Levente. A mesekönyv megjelenését a község önkormányzata támogatta.